# Onde rampante

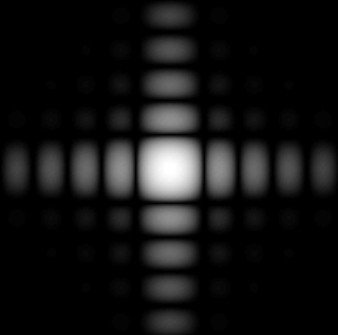
Diffraction par un trou carré où une partie de l'onde se retrouve dans les lobes secondaires.

Une onde rampante (anglais Creeping wave) est en électromagnétisme ou en acoustique l'onde qui est diffusée autour de la zone d'ombre d'une surface d'un corps élastique, telle qu'une sphère. Ceci se produit conformément au principe de la diffraction alors qu'une partie du front d'onde contourne l'obstacle vers la zone d'ombre. 
Vladimir Fock a contribué grandement à la compréhension et au calcul des ondes rampantes ; elles sont décrites par la fonction d'Airy.

## Usage
En radioélectricité, les ondes rampantes augmentent considérablement la propagation des ondes de sol des ondes longues et permettent ainsi, par exemple, de recevoir une station de radio–diffusion sur les grandes ondes même derrière une montagne. Ce sont elles aussi qui permettent à une personne d'entendre avec les deux oreilles un son dont l'origine n'est en face que d'une seule oreille. Dans le cadre d'un radar, le retour de l'onde rampante semble venir de derrière la cible.